# 筑紫野バイパス
筑紫野バイパス（ちくしのバイパス）は、福岡県筑紫野市から佐賀県三養基郡基山町に至る国道3号のバイパスである。

## 概要
福岡県筑紫野市大字永岡から佐賀県三養基郡基山町大字小倉に至る。

### 路線データ
- 起点：福岡県筑紫野市大字永岡（永岡交差点、国道3号交点、福岡県道77号筑紫野三輪線起点）
- 終点：佐賀県三養基郡基山町大字小倉（鹿児島本線 けやき台駅付近、国道3号交点）
- 延長：4.5 km
- 道路規格：第3種第1級
- 設計速度：80 km/h
- 道路幅員：40.0 m
- 車線幅員：3.5 m
- 車線数：4車線

## 歴史
- 1973年（昭和48年） - 事業化決定
- 1977年（昭和52年）6月14日 - 都市計画決定
- 1978年（昭和53年） - 用地買収開始
- 1984年（昭和59年） - 工事着手
- 1987年（昭和62年）4月18日 - 筑紫野市大字原田（一般国道200号山家バイパス） - 佐賀県基山町大字白坂（終点）延長2,040 mを暫定4車線で供用開始
- 1989年（平成元年） - 国道3号 - 国道200号山家バイパス（L=0.81 km）供用（暫定2車線）
- 1998年（平成10年）3月30日 - 起点（南バイパス） - 国道3号 （L=1.63 km）供用（4車線）し、全線供用（一部暫定2車線）
- 2011年度（平成23年度） - 4車線化[1]

## 路線状況

### 交通量
2005年度（福岡国道事務所 交通量情報より）
| 地点                    | 台数   |
| ----------------------- | ------ |
| 筑紫野市大字筑紫        | 43,161 |
| 筑紫野市原田3丁目ト     | 31,334 |
| 筑紫野市美しが丘南1丁目 | 36,061 |

## 地理

### 通過する自治体
- 福岡県
  - 筑紫野市
- 佐賀県
  - 三養基郡基山町

### 交差する道路
| 交差する道路                                              | 都道府県名 | 市町村名 | 市町村名 | 交差する場所        | 交差する場所                     | 門司から (km) |
| --------------------------------------------------------- | ---------- | -------- | -------- | ------------------- | -------------------------------- | ------------- |
| 国道3号（福岡南バイパス）福岡・大野城方面                 |            |          |          |                     |                                  |               |
| 国道3号 福岡県道77号筑紫野三輪線                          | 福岡県     | 筑紫野市 | 筑紫野市 | 大字永岡            | 永岡交差点 / 起点                | 95.9          |
| 国道200号 / 山家バイパス 国道386号                        | 福岡県     | 筑紫野市 | 筑紫野市 | 原田（はるだ）3丁目 | 原田交差点                       | 98.2          |
| 福岡県道603号原田停車場津古線                             | 福岡県     | 筑紫野市 | 筑紫野市 | 原田4丁目           | 原田本町西交差点                 | 98.8          |
| 福岡県道・佐賀県道17号久留米基山筑紫野線 / 鳥栖筑紫野道路 | 福岡県     | 筑紫野市 | 筑紫野市 | 原田5丁目           | [ 注釈 1 ]                       | 99.4          |
| 国道3号                                                   | 佐賀県     | 三養基郡 | 基山町   | 大字小倉            | 鹿児島本線 けやき台駅付近 / 終点 | 101.7         |
| 国道3号 熊本・久留米・鳥栖方面                            |            |          |          |                     |                                  |               |

### 交差する鉄道
- 筑豊本線（原田線）

### 沿線
- JR九州鹿児島本線 けやき台駅